# 二条為雄
二条 為雄（にじょう ためお）は、鎌倉時代後期の公卿。参議、従二位、右衛門督。歌道家である二条家（二条派）嫡流に生まれる。権大納言二条為氏の二男。当初、兄為世の二男為藤を猶子としていたが、為世の嫡男為道が早世したため、為藤は嫡家を継いだ。

## 経歴
以下、『公卿補任』、『尊卑分脈』の内容に従って記述する。
- 正嘉3年（1259年）1月6日、叙爵。
- 文応（1260年）2年1月20日、侍従に任ぜられる。
- 文永3年（1266年）4月3日、従五位上に昇叙。
- 文永6年（1269年）3月27日、越前介を兼ねる。
- 文永7年（1270年）閏9月4日、左少将に任ぜられる。
- 文永8年（1271年）1月5日、正五位下に昇叙。
- 文永11年（1274年）2月20日、信濃介を兼ねる。同年3月20日、従四位下に昇叙。
- 文永12年（1275年）4月13日、左少将に還任。
- 建治2年（1276年）12月20日、従四位上に昇叙。
- 弘安元年（1278年）7月17日、左中将に転任。
- 弘安3年（1280年）1月5日、正四位下に昇叙。
- 弘安9年（1286年）閏12月8日、父為氏の喪に服していたが復任。
- 正応2年（1289年）1月13日、加賀権介を兼ねる。
- 正応5年（1292年）6月30日、母の喪に服していたが復任。同年12月30日、内蔵頭に任ぜられる。
- 正応6年（1293年）3月14日、右兵衛督に任ぜられる。
- 永仁2年（1294年）3月27日、右中将に転じ、蔵人頭に補される。同年4月7日、禁色を許される。
- 永仁3年（1295年）6月23日、従三位に叙せられ右衛門督に任ぜられる。
- 永仁4年（1296年）4月13日、正三位に昇叙。
- 永仁6年（1298年）9月22日、右衛門督を止める。
- 正安2年（1300年）11月2日、参議に任ぜられる[2]。しかし、年内に参議を辞した[3]。
- 嘉元2年（1304年）3月22日、従二位に昇叙。
- 嘉元3年（1305年）9月17日、出家[4]。法名は覚心。この時51。

## 亀山法皇の葬儀に参列
嘉元3年（1305年）9月17日、亀山法皇の葬儀に為雄が参列している様子が『増鏡』に記述されている。